# Brandon (Wisconsin)
Brandon ist eine Gemeinde (mit dem Status „Village“) im Fond du Lac County im US-amerikanischen Bundesstaat Wisconsin. Das U.S. Census Bureau hat bei der Volkszählung 2020 eine Einwohnerzahl von 882 ermittelt.
Brandon ist Bestandteil der Metropolregion Fond du Lac, WI Metropolitan Statistical Area.

## Geografie
Brandon liegt im mittleren Südosten Wisconsins, rund 80 km westlich des Michigansees. Die geografischen Koordinaten von Brandon sind 43°44'07" nördlicher Breite und 88°46'52" westlicher Länge. Das Gemeindegebiet erstreckt sich über eine Fläche von 1,99 km² und ist vollständig von der Town of Metomen umgeben, gehört dieser aber nicht an.
Nachbarorte von Brandon sind Rosendale (16,5 km nordöstlich), Lamartine (19,4 km östlich), Waupun (15,2 km südsüdöstlich), Fox Lake (26,2 km südwestlich), Fairwater (7,8 km westlich) und Ripon (15,6 km nordnordwestlich).
Die nächstgelegenen größeren Städte sind Green Bay am Michigansee (127 km nordöstlich), Wisconsins größte Stadt Milwaukee (121 km südöstlich), Chicago in Illinois (270 km südsüdöstlich), Rockford in Illinois (191 km südsüdwestlich) und Wisconsins Hauptstadt Madison (103 km südwestlich).

## Verkehr
Der Wisconsin State Highway 49 führt als Hauptstraße durch Brandon. Alle weiteren Straßen sind untergeordnete Landstraßen, teils unbefestigte Fahrwege sowie innerörtliche Verbindungsstraßen.
In Brandon treffen zwei Eisenbahnstrecken der Wisconsin and Southern Railroad (WSOR) zusammen, einer regionalen (Class II) Frachtverkehrsgesellschaft.
Mit dem Fond du Lac County Airport befindet sich 29 km östlich ein kleiner Flugplatz. Die nächsten Verkehrsflughäfen sind der Dane County Regional Airport in Madison (98,9 km südwestlich) und der Milwaukee Mitchell International Airport in Milwaukee (131 km südöstlich).

## Bevölkerung
Nach der Volkszählung im Jahr 2010 lebten in Brandon 879 Menschen in 336 Haushalten. Die Bevölkerungsdichte betrug 441,7 Einwohner pro Quadratkilometer. In den 336 Haushalten lebten statistisch je 2,58 Personen.
Ethnisch betrachtet setzte sich die Bevölkerung zusammen aus 94,8 Prozent Weißen, 0,5 Prozent Afroamerikanern, 0,3 Prozent amerikanischen Ureinwohnern sowie 3,1 Prozent aus anderen ethnischen Gruppen; 1,4 Prozent stammten von zwei oder mehr Ethnien ab. Unabhängig von der ethnischen Zugehörigkeit waren 5,0 Prozent der Bevölkerung spanischer oder lateinamerikanischer Abstammung.
28,2 Prozent der Bevölkerung waren unter 18 Jahre alt, 58,8 Prozent waren zwischen 18 und 64 und 13,0 Prozent waren 65 Jahre oder älter. 50,5 Prozent der Bevölkerung war weiblich.
Das mittlere jährliche Einkommen eines Haushalts lag bei 51.750 USD. Das Pro-Kopf-Einkommen betrug 21.151 USD. 6,6 Prozent der Einwohner lebten unterhalb der Armutsgrenze.

## Bekannte Bewohner
- Laura Ramsey (* 1982), Schauspielerin – geboren und aufgewachsen in Brandon